# Neophyte
Neophyte är en nederländsk hardcore techno- och gabbergrupp som bildades 1992 i Rotterdam av Jeroen Streunding (alias DJ Neophyte), Danny Greten och Jarno Butter. Gruppens namn är engelska för ’nybörjare’ eller ’neofyt’. De har också givit ut musik under namnet Bodylotion.
Streunding spelade som DJ i Rotterdam runt 1990 under namnet DJ Neophyte. Han träffade där Greten och senare Robin van Roon. De tre bildade gruppen Neophyte och producerade tillsammans gabbermusik. 1996 lämnade van Roon gruppen för att studera. Han ersattes av gitarristen Jarno Butter.
Neophyte bildade 1999 skivbolaget Neophyte Records där, förutom de själva, artister som Evil Activities ligger.